# زربولو
زربولو (به ایتالیایی: Zerbolò) یک کومونه در ایتالیا است که در استان پاویا واقع شده‌است.

## خصوصیات
زربولو ۳۷٫۸ کیلومتر مربع مساحت و ۱٬۲۷۷ نفر جمعیت دارد.